# استان میمن‌سینگ
استان میمنسینگ (به لاتین: Mymensingh Division) یک استان در بنگلادش است.